# Austa, Kărdjali
Austa (în bulgară Ауста) este un sat în comuna Momcilgrad, regiunea Kărdjali,  Bulgaria. 

## Demografie
Componența etnică a satului Austa
     Turci (97,08%)
     Nicio identificare (2,91%)
     Altele (0%)
La recensământul din 2011, populația satului Austa era de 206 locuitori. Din punct de vedere etnic, majoritatea locuitorilor (97,08%) erau turci. Pentru 2,91% din locuitori nu este cunoscută apartenența etnică.